# Imperial Palace Hotel and Casino
O Imperial Palace Hotel and Casino é um cassino e hotel localizado na Las Vegas Strip em Paradise, Nevada de propriedade da Harrah's Entertainment.

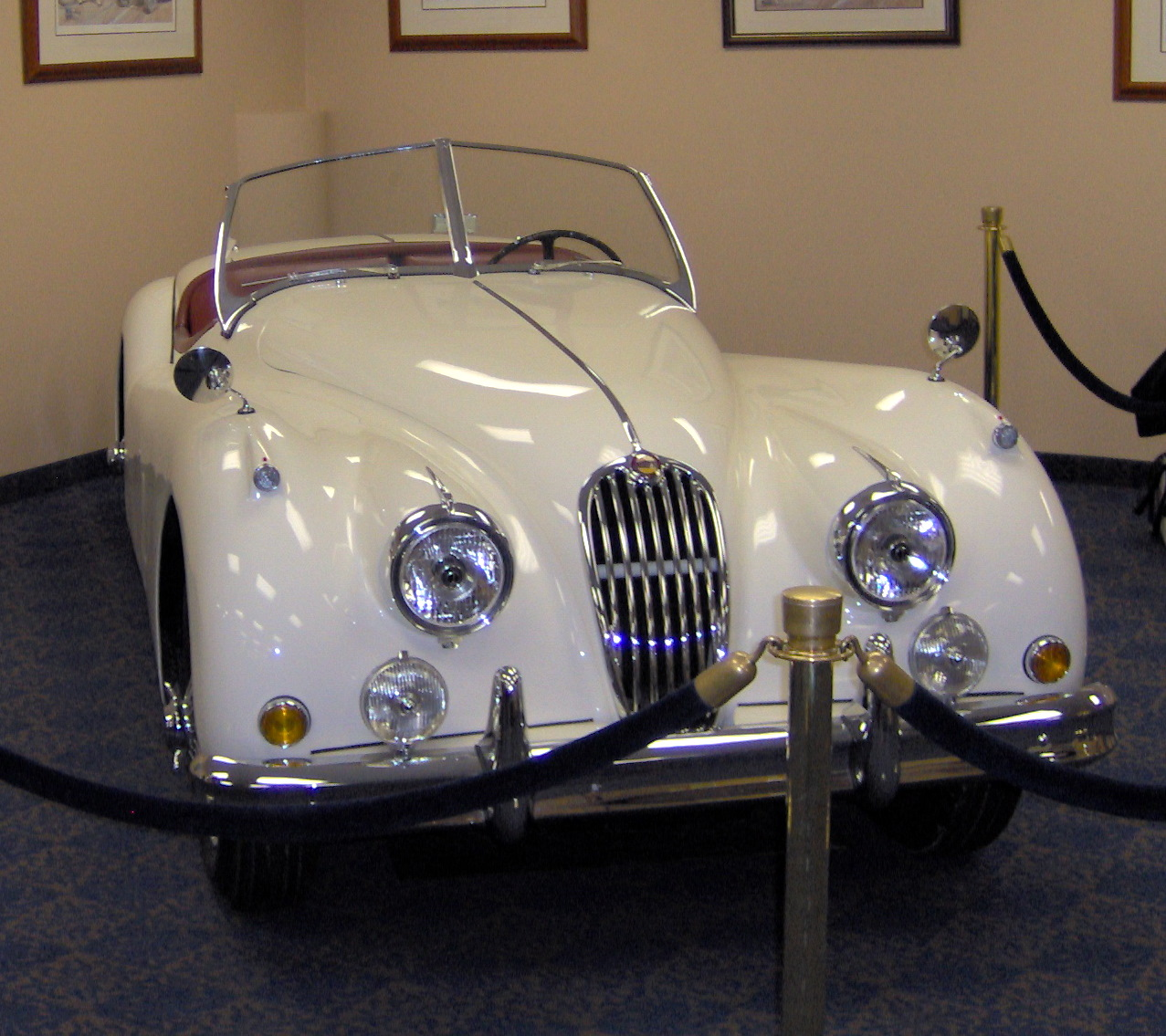
Jaguar XK140 parte da coleção de automóveis do cassino.

A maior atração do casino é uma coleção de mais de 250 carros históricos expostos ao público. O mais famoso carro que passou pela coleção foi um carro de Adolf Hitler, que foi vendido a outro colecionador em 2003.

## História
O Projeto Linq foi concluído como The Linq Promenade, inaugurado em dezembro de 2013. Em 1º de julho de 2014, a Caesars anunciou que renomearia o Quad como The Linq Hotel & Casino, para combinar com a nova promenade.
A mudança de nome ocorreu em 30 de outubro de 2014, e foi acompanhada por uma renovação de $223 milhões. Os quartos do hotel foram remodelados, e o interior do resort foi iluminado e aberto para uma aparência mais espaçosa.
Até 2019, o cassino incluía um fliperama de videogames e esculturas de LED tridimensionais que reagem conforme as pessoas passam. Em 2019, a ESPN anunciou que construiria um novo estúdio em Las Vegas no The Linq, como parte de sua parceria com a Caesars Entertainment para fornecer informações sobre apostas esportivas O estúdio de 6 000 sq ft (560 m2) começou a operar em 2020, produzindo conteúdo digital relacionado a apostas esportivas, além de seu programa de televisão Daily Wager e segmentos para outros programas.

O The Linq inclui um cassino de 33 890 sq ft (3 100 m2) e 2.250 quartos.